# عطاء بن یسار
عطاء بن یسار (۲۹ تا ۱۰۳ هجری قمری) از تابعین و راویان حدیث نبوی بوده‌است.

## زندگی
ابو محمد عطاء بن یسار در سال ۲۹ هجری قمری در مدینه متولد شد. پدرش، یَسار، از اسیران فارس بود که توسط میمونه بنت حارث آزاد شد. وی در مسجد النبی به مسلمانان داستان‌های پندآموز می‌آموخت. او سرانجام در سال ۹۴ قمری و بنا بر روایتی در سال ۱۰۳ قمری درگذشت.

## روایات
وی روایاتی را از میمونه بنت حارث، زید بن ثابت، عایشه، اسامه بن زید و ابوهریره نقل کرده‌است.